# Llista de topònims de Pau (Empordà)
Llista de topònims (noms propis de lloc) del municipi de Pau, a l'Alt Empordà
Informació actualitzada per un bot. Els canvis manuals es perdran quan s'actualitzi!

## cabana
| imatge | Nom                 | Ubicat a | instància de | Detalls | coordenades                                                         | Protecció | Commons (més fotos) | Dades a WD                    |
| ------ | ------------------- | -------- | ------------ | ------- | ------------------------------------------------------------------- | --------- | ------------------- | ----------------------------- |
|        | Paller de Can Colls | Pau      | cabana       |         | 42° 18′ 30″ N, 3° 06′ 47″ E / 42.308421273712°N,3.11308414306506°E  |           |                     | Modifica les dades a Wikidata |
|        | barraca d'en Veri   | Pau      | cabana       |         | 42° 17′ 55″ N, 3° 07′ 10″ E / 42.2985168952201°N,3.11956895156626°E |           |                     | Modifica les dades a Wikidata |

## casa
| imatge | Nom         | Ubicat a | instància de | Detalls                     | coordenades                                                                | Protecció                                            | Commons (més fotos) | Dades a WD                    |
| ------ | ----------- | -------- | ------------ | --------------------------- | -------------------------------------------------------------------------- | ---------------------------------------------------- | ------------------- | ----------------------------- |
|        | Cal Marquès | Pau      | casa         | Estil: arquitectura popular | 42° 18′ 57″ N, 3° 07′ 00″ E / 42.3157°N,3.11655°E                          | bé d'interès cultural bé cultural d'interès nacional |                     | Modifica les dades a Wikidata |
|        | Can Pallola | Pau      | casa         | Estil: arquitectura popular | 42° 18′ 58″ N, 3° 06′ 59″ E / 42.3162°N,3.11625°E ca:Carrer del Progrés, 3 | bé integrant del patrimoni cultural català           | Can Pallola         | Modifica les dades a Wikidata |

## dolmen
| imatge | Nom                                    | Ubicat a                | instància de                | Detalls | coordenades                                                         | Protecció                                  | Commons (més fotos) | Dades a WD                    |
| ------ | -------------------------------------- | ----------------------- | --------------------------- | ------- | ------------------------------------------------------------------- | ------------------------------------------ | ------------------- | ----------------------------- |
|        | Cista del Coll del Bosc de la Margalla | Pau                     | dolmen                      |         | 42° 19′ 31″ N, 3° 08′ 36″ E / 42.3254001000002°N,3.14333505759344°E |                                            |                     | Modifica les dades a Wikidata |
|        | Cista del Puig Margall                 | Pau                     | dolmen                      |         | 42° 19′ 45″ N, 3° 08′ 14″ E / 42.3292260204933°N,3.13735996244346°E |                                            |                     | Modifica les dades a Wikidata |
|        | Dòlmens de les Vinyes Mortes           | Pau                     | dolmen                      |         | 42° 19′ 42″ N, 3° 08′ 06″ E / 42.3283102779292°N,3.13493050797921°E |                                            |                     | Modifica les dades a Wikidata |
|        | dolmen de les Vinyes Mortes            | Pau                     | dolmen                      |         | 42° 19′ 37″ N, 3° 08′ 10″ E / 42.3269578523407°N,3.13620200810562°E |                                            |                     | Modifica les dades a Wikidata |
|        | dolmen de les Vinyes Mortes II         | Pau                     | dolmen jaciment arqueològic |         | 42° 19′ 45″ N, 3° 08′ 02″ E / 42.329055555556°N,3.1339722222222°E   | bé integrant del patrimoni cultural català |                     | Modifica les dades a Wikidata |
|        | dólmens de Vinyes Mortes               | Pau el Port de la Selva | dolmen jaciment arqueològic |         | 42° 19′ 48″ N, 3° 08′ 02″ E / 42.33°N,3.134°E                       |                                            |                     | Modifica les dades a Wikidata |
|        | la Barraca d'en Robert                 | Pau                     | dolmen                      |         | 42° 18′ 59″ N, 3° 07′ 38″ E / 42.3164938811495°N,3.12733299742367°E |                                            |                     | Modifica les dades a Wikidata |

## edifici
| imatge | Nom                               | Ubicat a | instància de | Detalls                          | coordenades                                                                                               | Protecció                                  | Commons (més fotos)         | Dades a WD                    |
| ------ | --------------------------------- | -------- | ------------ | -------------------------------- | --- | ------------------------------------------ | --------------------------- | ----------------------------- |
|        | Celler d'Empordàlia               | Pau      | edifici      | Estil: arquitectura popular 1961 | 42° 18′ 51″ N, 3° 06′ 48″ E / 42.3142°N,3.11337°E ca:Ctra. GI-610 de Roses, km 7, rotonda d'entrada a Pau | bé integrant del patrimoni cultural català | Cooperativa Agrícola de Pau | Modifica les dades a Wikidata |
|        | Col·lecció d'Eines Salvador Comas | Pau      | edifici      | Estil: arquitectura popular      | 42° 19′ 00″ N, 3° 07′ 08″ E / 42.3168°N,3.11884°E                                                         | bé integrant del patrimoni cultural català |                             | Modifica les dades a Wikidata |
|        | Escoles nacionals                 | Pau      | edifici      | Estil: arquitectura popular      | 42° 19′ 00″ N, 3° 07′ 04″ E / 42.3167°N,3.11789°E 39 msnm                                                 | bé integrant del patrimoni cultural català | Escoles nacionals (Pau)     | Modifica les dades a Wikidata |

## entitat singular de població
| imatge | Nom         | Ubicat a | instància de                                                                   | Detalls | coordenades                                                   | Protecció | Commons (més fotos) | Dades a WD                    |
| ------ | ----------- | -------- | ------------------------------------------------------------------------------ | ------- | ------------------------------------------------------------- | --------- | ------------------- | ----------------------------- |
|        | Pau         | Pau      | entitat singular de població ens local històric de Catalunya capital municipal | 449 hab | 42° 18′ 58″ N, 3° 06′ 58″ E / 42.31607°N,3.11621°E 34 msnm    |           |                     | Modifica les dades a Wikidata |
|        | Vilaüt      | Pau      | entitat singular de població ens local històric de Catalunya                   | 3 hab   | 42° 17′ 49″ N, 3° 06′ 42″ E / 42.29688056°N,3.111675°E 8 msnm |           | Vilaüt              | Modifica les dades a Wikidata |
|        | els Olivars | Pau      | entitat singular de població                                                   | 138 hab | 42° 19′ 04″ N, 3° 07′ 42″ E / 42.317872°N,3.128271°E 86 msnm  |           |                     | Modifica les dades a Wikidata |

## granja
| imatge | Nom                | Ubicat a | instància de | Detalls                     | coordenades                                                                                 | Protecció                                  | Commons (més fotos) | Dades a WD                    |
| ------ | ------------------ | -------- | ------------ | --------------------------- | ------------------------------------------------------------------------------------------- | ------------------------------------------ | ------------------- | ----------------------------- |
|        | Granges d'en Macau | Pau      | granja       |                             | 42° 18′ 51″ N, 3° 07′ 15″ E / 42.3141863383401°N,3.12082420175563°E                         |                                            |                     | Modifica les dades a Wikidata |
|        | Torre d'en Mornau  | Pau      | granja       | Estil: arquitectura popular | 42° 17′ 39″ N, 3° 05′ 34″ E / 42.2943°N,3.09282°E ca:Carretera de Pau a Castelló d'Empúries | bé integrant del patrimoni cultural català |                     | Modifica les dades a Wikidata |

## masia
| imatge | Nom                             | Ubicat a | instància de | Detalls                     | coordenades                                                         | Protecció                                  | Commons (més fotos) | Dades a WD                    |
| ------ | ------------------------------- | -------- | ------------ | --------------------------- | ------------------------------------------------------------------- | ------------------------------------------ | ------------------- | ----------------------------- |
|        | Cal Frai Llàtzer                | Pau      | masia        |                             | 42° 17′ 50″ N, 3° 06′ 45″ E / 42.2973°N,3.11245°E ca:Vilaüt         | bé integrant del patrimoni cultural català |                     | Modifica les dades a Wikidata |
|        | Can Caselles                    | Pau      | masia        |                             | 42° 18′ 55″ N, 3° 07′ 10″ E / 42.3153675681853°N,3.11946736091369°E |                                            |                     | Modifica les dades a Wikidata |
|        | Can Catoi                       | Pau      | masia        |                             | 42° 17′ 50″ N, 3° 06′ 40″ E / 42.2971924377788°N,3.11115943131387°E |                                            |                     | Modifica les dades a Wikidata |
|        | Can Colls                       | Pau      | masia        |                             | 42° 18′ 29″ N, 3° 06′ 42″ E / 42.30816282772°N,3.111708210772°E     |                                            |                     | Modifica les dades a Wikidata |
|        | Can Geli                        | Pau      | masia        | Estil: arquitectura popular | 42° 18′ 55″ N, 3° 07′ 03″ E / 42.3154°N,3.11751°E                   | bé integrant del patrimoni cultural català |                     | Modifica les dades a Wikidata |
|        | Can León                        | Pau      | masia        |                             | 42° 18′ 56″ N, 3° 07′ 13″ E / 42.3156098843578°N,3.12028085556113°E |                                            |                     | Modifica les dades a Wikidata |
|        | Can Paletes                     | Pau      | masia        |                             | 42° 18′ 43″ N, 3° 06′ 55″ E / 42.31183256829°N,3.11514091988974°E   |                                            |                     | Modifica les dades a Wikidata |
|        | Can Pere Màrtir                 | Pau      | masia        |                             | 42° 17′ 58″ N, 3° 05′ 44″ E / 42.2993588756293°N,3.09568312784672°E |                                            |                     | Modifica les dades a Wikidata |
|        | Mas Bec                         | Pau      | masia        |                             | 42° 18′ 58″ N, 3° 06′ 42″ E / 42.3160958529018°N,3.11173876612936°E |                                            |                     | Modifica les dades a Wikidata |
|        | Mas Martí                       | Pau      | masia        |                             | 42° 19′ 01″ N, 3° 06′ 54″ E / 42.3168402456949°N,3.11489521093726°E |                                            |                     | Modifica les dades a Wikidata |
|        | Mas Ribes                       | Pau      | masia        |                             | 42° 19′ 00″ N, 3° 06′ 54″ E / 42.316533927094°N,3.11500386916618°E  |                                            |                     | Modifica les dades a Wikidata |
|        | Mas d'en Gaston                 | Pau      | masia        |                             | 42° 18′ 25″ N, 3° 05′ 49″ E / 42.3069500336518°N,3.09694434320373°E |                                            |                     | Modifica les dades a Wikidata |
|        | Mas de Santa Maria de Penardell | Pau      | masia        | Estil: arquitectura popular | 42° 17′ 58″ N, 3° 05′ 58″ E / 42.2995°N,3.09947°E                   | bé integrant del patrimoni cultural català |                     | Modifica les dades a Wikidata |
|        | Mas de Vilaüt                   | Pau      | masia        |                             | 42° 17′ 44″ N, 3° 06′ 40″ E / 42.2954994044679°N,3.11102301280441°E |                                            |                     | Modifica les dades a Wikidata |
|        | Mas dels Frares                 | Pau      | masia        | Estil: arquitectura popular | 42° 18′ 49″ N, 3° 07′ 29″ E / 42.3137°N,3.12467°E                   | bé integrant del patrimoni cultural català |                     | Modifica les dades a Wikidata |
|        | la Barraca d'en Rabert          | Pau      | masia        |                             | 42° 19′ 02″ N, 3° 07′ 44″ E / 42.317149553588°N,3.12892402602282°E  |                                            |                     | Modifica les dades a Wikidata |

## zona humida
| imatge | Nom                               | Ubicat a                         | instància de      | Detalls | coordenades                                      | Protecció | Commons (més fotos) | Dades a WD                    |
| ------ | --------------------------------- | -------------------------------- | ----------------- | ------- | ------------------------------------------------ | --------- | ------------------- | ----------------------------- |
|        | Closes de Mornau i del Pernardell | Pau Peralada Castelló d'Empúries | zona humida closa |         | 42° 17′ 32″ N, 3° 05′ 52″ E / 42.2921°N,3.0978°E |           |                     | Modifica les dades a Wikidata |
|        | Estany de Palau de Dalt           | Pau Palau-saverdera              | zona humida       |         | 42° 17′ 05″ N, 3° 06′ 49″ E / 42.2847°N,3.1137°E |           |                     | Modifica les dades a Wikidata |
|        | Estany de Vilaüt i bassa Rodona   | Pau                              | zona humida       |         | 42° 17′ 22″ N, 3° 06′ 30″ E / 42.2895°N,3.1084°E |           |                     | Modifica les dades a Wikidata |

## àrea protegida
| imatge | Nom                                       | Ubicat a | instància de                              | Detalls                                   | coordenades | Protecció    | Commons (més fotos)       | Dades a WD                    |
| ------ | ----------------------------------------- | --- | ----------------------------------------- | ----------------------------------------- | --- | ------------ | ------------------------- | ----------------------------- |
|        | Parc Natural del Cap de Creus             | el Port de la Selva Llançà Palau-saverdera Pau Roses la Selva de Mar Vilajuïga                                | àrea protegida àrea protegida Natura 2000 | 1998-03-12 1998 Superfície: 13924.13221ha | 42° 18′ N, 3° 13′ E / 42.3°N,3.22°E                                                                                  |              | Cap de Creus Natural Park | Modifica les dades a Wikidata |
|        | Parc natural dels Aiguamolls de l'Empordà | Castelló d'Empúries l'Armentera l'Escala Palau-saverdera Pau Peralada Roses Sant Pere Pescador Pedret i Marzà | àrea protegida                            | 1983-10-28 Superfície: 4749.84ha          | 42° 13′ 12″ N, 3° 06′ 26″ E / 42.219872222222°N,3.1072111111111°E 42° 11′ 36″ N, 3° 06′ 25″ E / 42.19333°N,3.10694°E | Espai Ramsar | Aiguamolls de l'Empordà   | Modifica les dades a Wikidata |

## Misc
| imatge | Nom                              | Ubicat a | instància de         | Detalls                      | coordenades                                                         | Protecció                                            | Commons (més fotos)           | Dades a WD                    |
| ------ | -------------------------------- | -------- | -------------------- | ---------------------------- | ------------------------------------------------------------------- | ---------------------------------------------------- | ----------------------------- | ----------------------------- |
|        | Castell de Vilaüt                | Pau      | castell              | Estil: arquitectura popular  | 42° 17′ 55″ N, 3° 06′ 52″ E / 42.2986°N,3.11443°E ca:Vilaüt         | bé d'interès cultural bé cultural d'interès nacional | Castell de Vilaüt             | Modifica les dades a Wikidata |
|        | Rec i safareig de la plaça Major | Pau      | safareig             | Estil: arquitectura popular  | 42° 18′ 56″ N, 3° 06′ 59″ E / 42.3155°N,3.11632°E                   | bé integrant del patrimoni cultural català           |                               | Modifica les dades a Wikidata |
|        | Sant Martí de Pau                | Pau      | església             | Estil: arquitectura romànica | 42° 18′ 57″ N, 3° 07′ 00″ E / 42.3159°N,3.11658°E                   | bé integrant del patrimoni cultural català           | Església de Sant Martí de Pau | Modifica les dades a Wikidata |
|        | casa consistorial de Pau         | Pau      | casa consistorial    |                              | 42° 18′ 57″ N, 3° 07′ 01″ E / 42.3159575°N,3.1169547°E              |                                                      |                               | Modifica les dades a Wikidata |
|        | cementiri de Pau                 | Pau      | cementiri            |                              | 42° 18′ 35″ N, 3° 06′ 47″ E / 42.3098443312174°N,3.11300175388045°E |                                                      |                               | Modifica les dades a Wikidata |
|        | creu de terme                    | Pau      | creu de terme        |                              | 42° 19′ 30″ N, 3° 08′ 21″ E / 42.3251°N,3.1393°E                    | bé integrant del patrimoni cultural català           |                               | Modifica les dades a Wikidata |
|        | jaciment arqueològic de Pau      | Pau      | jaciment arqueològic |                              | 42° 19′ 09″ N, 3° 06′ 31″ E / 42.319222°N,3.108581°E                |                                                      |                               | Modifica les dades a Wikidata |
|        | puig Castellar                   | Pau      | muntanya             |                              | 42° 19′ 11″ N, 3° 07′ 10″ E / 42.3197°N,3.11937°E 106.4 msnm        |                                                      |                               | Modifica les dades a Wikidata |
|        | serra de Pau                     | Pau      | serra                |                              | 42° 19′ 26″ N, 3° 07′ 47″ E / 42.3238°N,3.12976°E                   |                                                      |                               | Modifica les dades a Wikidata |